# 王引之

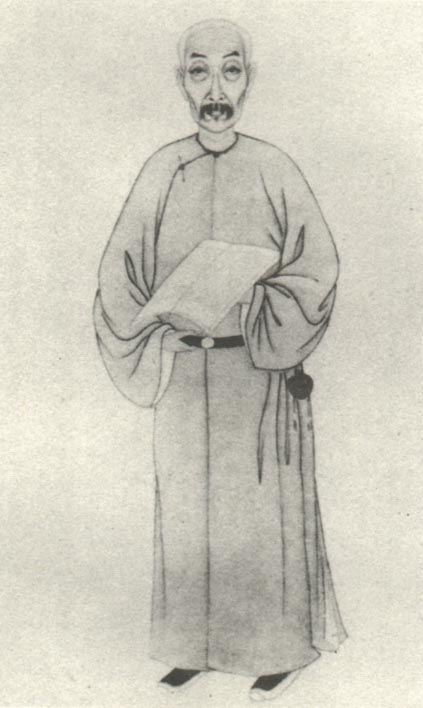
王引之

王 引之（おう いんし、1766年 - 1834年）は、中国清代の学者。字は伯申。諡は文簡。江蘇省揚州府高郵州の出身。王念孫の子。

## 略歴
乾隆60年（1795年）に挙人、嘉慶5年（1799年）に進士（探花）となる。官職は、翰林院編修から侍講をへて礼部尚書にいたった。若いときから父より家学を授けられ、『爾雅』・『説文』・音楽に詳しく声音訓詁の学に優れていた。

## 著作
- 『経義述聞』15巻：父の王念孫の説を解説したもの
- 『経伝釈詞』10巻
- 『王文簡公文集』4巻：羅振玉が編修した詩文集

## 参考
- 『清史稿』487
- 『国朝先正事略』16
- 『国朝耆献類徴』76
- 『続碑伝集』10
- 劉盼遂『王伯申先生年譜』